# 硫酸铈(III)铵
硫酸铈(III)铵是一种无机化合物，化学式为NH4Ce(SO4)2。

## 制备
硫酸铈铵可通过蒸发硫酸铵和硫酸铈的溶液得到：
(NH4)2SO4 + Ce2(SO4)3 + 8 H2O → 2  NH4Ce(SO4)2·4H2O